# Acanthocranella
Acanthocranella is een geslacht van wantsen uit de familie van de Miridae (Blindwantsen). Het geslacht werd voor het eerst wetenschappelijk beschreven door Bertil Robert Poppius in 1914.

## Soorten
Het genus is monotypisch en bevat alleen de volgende soort:

- Acanthocranella minuta Poppius, 1914